# Navid Negahban
Navid Negahban (pers. ‏نوید نگهبان‎; ur. 2 czerwca 1968 w Meszhed) – irańsko-amerykański aktor. Wystąpił w serialach 24 godziny, Homeland i Kochanki. Zagrał też sułtana w filmie Aladyn (2019).

## Życiorys
Urodził się w Meszhed w Iranie. Polubił teatr, gdy miał osiem lat, jednocześnie prowokując do śmiechu liczną publiczność portretowaniem starca na scenie. W wieku 20 lat wyjechał z Iranu do Turcji, a następnie do Niemiec, gdzie spędził osiem i pół roku. W Niemczech pracował dla grupy teatralnej, a następnie w 1993 przeniósł się do Stanów Zjednoczonych. Biegle posługuje się językiem angielskim, niemieckim i perskim. Zaczął także uczyć się języka francuskiego do roli w Legionie.

## Filmografia
| Rok       | Tytuł                                | Rola                                  | Komentarz                          |
| --------- | ------------------------------------ | ------------------------------------- | ---------------------------------- |
| 2005      | The Fallen Ones                      | Ammon                                 |                                    |
| 2006      | Poza kontrolą                        | Keith                                 |                                    |
| 2007      | Waking Dreams                        | Toly                                  |                                    |
| 2007      | Wojna Charliego Wilsona              | Refugee Camp Translator               |                                    |
| 2007      | Ryszard III                          | sir James Tyrrel                      |                                    |
| 2008      | Djinn                                | Djinn                                 |                                    |
| 2008      | Ukamienowanie Sorayi M.              | Ali                                   |                                    |
| 2009      | Błękitny deszcz                      | Dr. Brooks                            |                                    |
| 2009      | Stellina Blue                        | Amir Keshavarz                        |                                    |
| 2009      | Martwe fale                          | Abir                                  |                                    |
| 2009      | Bracia                               | Murad                                 |                                    |
| 2011      | Atlas zbuntowany. Część I            | Dr. Robert Stadler                    |                                    |
| 2013      | The Power of Few                     | Sahel                                 |                                    |
| 2013      | The Moment                           | Malik Jamil                           |                                    |
| 2013      | Wypisz, wymaluj... miłość            | Headmaster Rashid                     |                                    |
| 2014      | Snajper                              | Sheikh Al-Obodi                       |                                    |
| 2015      | Baba Joon                            | Itzhak                                |                                    |
| 2016      | Jimmy Vestvood: Amerikan Hero        | Mohammad Mohammad-Mohammadi           |                                    |
| 2016      | Umysł w ogniu                        | Dr. Souhel Najjar                     |                                    |
| 2016      | Window Horses                        | Mehran                                | rola głosowa                       |
| 2016      | Sniper: Ghost Shooter                | Robert Mothershed                     |                                    |
| 2017      | Sand Castle                          | Kadir                                 |                                    |
| 2017      | American Assassin                    | Behurz                                |                                    |
| 2017      | Damascus Cover                       | Sarraj                                |                                    |
| 2018      | Dwunastu odważnych                   | Generał Abdurraszid Dostum            |                                    |
| 2019      | Aladyn                               | Sułtan                                |                                    |
| Telewizja |                                      |                                       |                                    |
| Rok       | Tytuł                                | Rola                                  | Komentarz                          |
| 2000      | The Invisible Man                    | Oman Tariq                            |                                    |
| 2002      | The Shield: Świat glin               | Zayed Al-Thani                        |                                    |
| 2003      | Tajne akcje CIA                      | Arabski kierowca / palestyński oficer | 2 odcinki                          |
| 2003      | JAG                                  | Jamal Bin Fahad Al-Hadi               |                                    |
| 2004      | Raport o zagrożeniach                | Fred                                  |                                    |
| 2004      | Prezydencki poker                    | Maz                                   |                                    |
| 2004      | Zagubieni                            | Omar                                  | Odcinek: "Solitary"                |
| 2005      | Odległy front                        | Iraqi Father                          |                                    |
| 2005      | 24 godziny                           | Abdullah                              |                                    |
| 2006      | Las Vegas                            | Farouk Naeem                          |                                    |
| 2006      | Jednostka                            | Faheed                                |                                    |
| 2006      | Bez śladu                            | Nazar Rahim                           |                                    |
| 2006      | The Path to 9/11                     | Khalili                               | 2 odcinki                          |
| 2006      | Zabójcze umysły                      | Hassan Nadir                          |                                    |
| 2006      | Agentka o stu twarzach               | Foreman                               |                                    |
| 2006      | Prawo i porządek                     | Imam Ibrahim                          | Odcinek: "Fear America"            |
| 2006      | Podkomisarz Brenda Johnson           | Dr. al-Thani                          | 2 odcinki                          |
| 2006      | Uśpiona komórka                      | The Colonel                           |                                    |
| 2007      | Shark                                | Amir Khan                             |                                    |
| 2007      | Prawo i porządek: sekcja specjalna   | Dr. Rankesh Chanoor                   | Odcinek: "Outsider"                |
| 2007      | Agenci NCIS                          | Jalil Shaloub                         |                                    |
| 2007      | Pod osłoną nocy                      | Amir Fayed                            |                                    |
| 2009      | Fringe: Na granicy światów           | Dr. Malik Yusef                       | Odcinek: "Fracture"                |
| 2010      | CSI: Kryminalne zagadki Miami        | Rahim Farooq                          |                                    |
| 2010      | 24 godziny                           | Jamot                                 | 8 odcinków                         |
| 2010      | Gra pozorów                          | Ahmad Satar                           |                                    |
| 2010      | Agenci NCIS: Los Angeles             | Aziz Anshiri                          |                                    |
| 2010      | Cała prawda                          | Paul Bagdazarian                      |                                    |
| 2011      | Kamuflaż                             |                                       |                                    |
| 2011–2013 | Homeland                             | Abu Nazir                             | 20 odcinków                        |
| 2013      | CSI: Kryminalne zagadki Nowego Jorku | Zane Kalim                            |                                    |
| 2013      | The Game                             | Zane Kalim                            | Odcinek: "I Love Luke...ahh!"      |
| 2013      | Arrow                                | Al-Owal                               | Odcinek: "League of Assassins"     |
| 2014      | Mentalista                           | Hassan Zarif                          |                                    |
| 2014      | Impersonalni                         | Ali Hasan                             | Odcinek: "Panopticon"              |
| 2014      | Tatort                               | Harun                                 |                                    |
| 2015      | Skorpion                             | Agent Khara                           | Odcinek: "Forget Me Nots"          |
| 2015      | Figurantka                           | Abbas                                 |                                    |
| 2015      | Prawo i porządek: sekcja specjalna   | Sam Farhidi                           |                                    |
| 2015      | Posłańcy                             | Afghan Prime Minister                 | 4 odcinki                          |
| 2016      | Blef                                 | Qasim Halabi                          | 2 odcinki                          |
| 2016      | Kochanki                             | Jonathan Amadi                        | 6 odcinków                         |
| 2017      | Pohamuj entuzjazm                    | Morsi                                 | Odcinek: "Never Wait for Seconds!" |
| 2018      | The Team                             | Said Gharbour                         | 8 odcinków                         |
| 2018–2019 | Legion                               | Amahl Farouk / Shadow King            | sezon 2, 17 odcinków               |
| 2018–2019 | God Friended Me                      | Hasan                                 | 2 odcinki                          |
| Gry wieo  |                                      |                                       |                                    |
| Rok       | Tytuł                                | Rola                                  | Komentarz                          |
| 2008      | Dead Space                           | Dr. Challus Mercer                    |                                    |
| 2010      | Dark Void                            | Watcher                               |                                    |
| 2010      | Prince of Persia: Zapomniane piaski  | różne głosy                           |                                    |
| 2010      | Medal of Honor                       | Pashto Fighter 5                      |                                    |
| 2011      | Assassin’s Creed: Revelations        | różne głosy                           |                                    |
| 2012      | Ghost Recon: Future Soldier          | Farsi Thug                            |                                    |
| 2012      | Spec Ops: The Line                   | Wygnańcy                              |                                    |
| 2012      | Call of Duty: Black Ops II           | różne głosy                           |                                    |
| 2016      | 1979 Revolution: Black Friday        | Asadollah Lajevardi                   | Współproducent                     |